# La Créature de Sherwood
Pour plus de détails, voir Fiche technique et Distribution.
La Créature de Sherwood (Beyond Sherwood Forest) est un téléfilm canadien réalisé par Peter DeLuise et diffusé aux États-Unis le 28 novembre 2009 sur Syfy.

## Synopsis
Dans l'Angleterre de 1174, pour se débarrasser définitivement de Robin des Bois, le prince Jean fait appel au shérif de Nottingham. Une relecture du mythe de Robin des Bois, agrémenté de sorcières et autres monstres...

## Fiche technique
- Titre original : Beyond Sherwood Forest
- Réalisateur : Peter DeLuise
- Scénario : Chase Parker
- Musique : Darren Fung
- Directeur de la photographie : Adam Sliwinski
- Montage : Nicole Ratcliffe
- Distribution : Stuart Aikins, Sean Cossey, Paul Leber et Paul Weber
- Décors : Phil Schmidt
- Costumes : Allisa Swanson
- Maquillage : Leeann Charette et Debi Lelievre
- Effets visuels : Garman Herigstad
- Production : Syfy, Front Street Pictures, Forest Road Productions, Starz Media
- Distribution : Syfy
- Pays d'origine :  Canada
- Langue : anglais
- Image : couleurs
- Ratio : 1.78:1 panoramique
- Format : 35 mm
- Durée : 93 minutes
- Diffusion : 28 novembre 2009

## Distribution
- Robin Dunne : Robin des bois
- Erica Durance : Marianne
- Julian Sands : Malcolm
- Mark Gibbon (en) : Petit Jean
- Cainan Wiebe (en) : Gareth
- Richard de Klerk : Will Scarlet
- Bill Dow : Frère Tuck
- Brent Stait : Guy de Gisborne
- Katharine Isabelle : Alina
- David Richmond-Peck (en) : Prince Jean
- Robert Lawrenson : William
- John Novak (en) : Roland
- Anna Louise Sargeant : Marianne, enfant
- Rowen Kahn : Robin des bois, enfant
- Terence Kelly (en) : Fitzwater
- David Palffy : Sylvan Elder
- Paul Lazenby : Bart Bartholemew

## DVD
- En France, le film est sorti en DVD Keep Case sous fourreau cartonné sous le titre Robin des Bois et la créature de Sherwoodd le 5 juin 2012 chez Zylo au format d'origine en 16/9 uniquement en français, sans sous-titres et sans suppléments [2].